# 龐迪我
迪亞哥·德·潘托哈（西班牙語：Diego de Pantoja，1571年—1618年1月），漢名龐迪我，字順陽，耶穌會西班牙籍教士。利玛窦的同工。

## 生平
龐迪我1571年生於西班牙巴爾德莫羅。1589年加入耶穌會，1596年6月前往印度果阿，該年10月抵達。1597年4月，與范禮安、龍華民、陽瑪諾等人從果阿出發，該年7月抵達澳門。万历二十七年（1599年）范禮安神父派遣前往南京，1600年隨利瑪竇到達北京，對利瑪竇的幫助甚大。史載：「龐迪者(我)、熊三拔等，攜有彼國曆法，多中國典籍所未備者」，可知其淵博知識。利瑪竇死後，龐迪我與熊三拔同奏請旨，讓利瑪竇安葬于北京城外。
在1602年，龐迪我给西班牙托莱多總教區總主教路易士·德古斯曼写了一封长信，介绍了一些中国情况，并纠正了门多萨《大中华帝国史》一书中的一些错误。1611年，龐迪我與熊三拔奉旨修曆，但1616年發生南京教案，龐迪我等辯解無效，被遣逐回澳門，不久即病死。
龐迪我善音樂，並曾為中國皇帝明神宗繪有四大洲地圖，每圖周圍並附有解說，略述各地歷史、地理、政治和產物。

## 著作
- 《七克真訓》
- 《人類原始》（上，下）
- 《龐子遺銓》
- 《實義續編》
- 《天神魔鬼說》
- 《受難始末》
- 《辨揭》